# Albert Engström

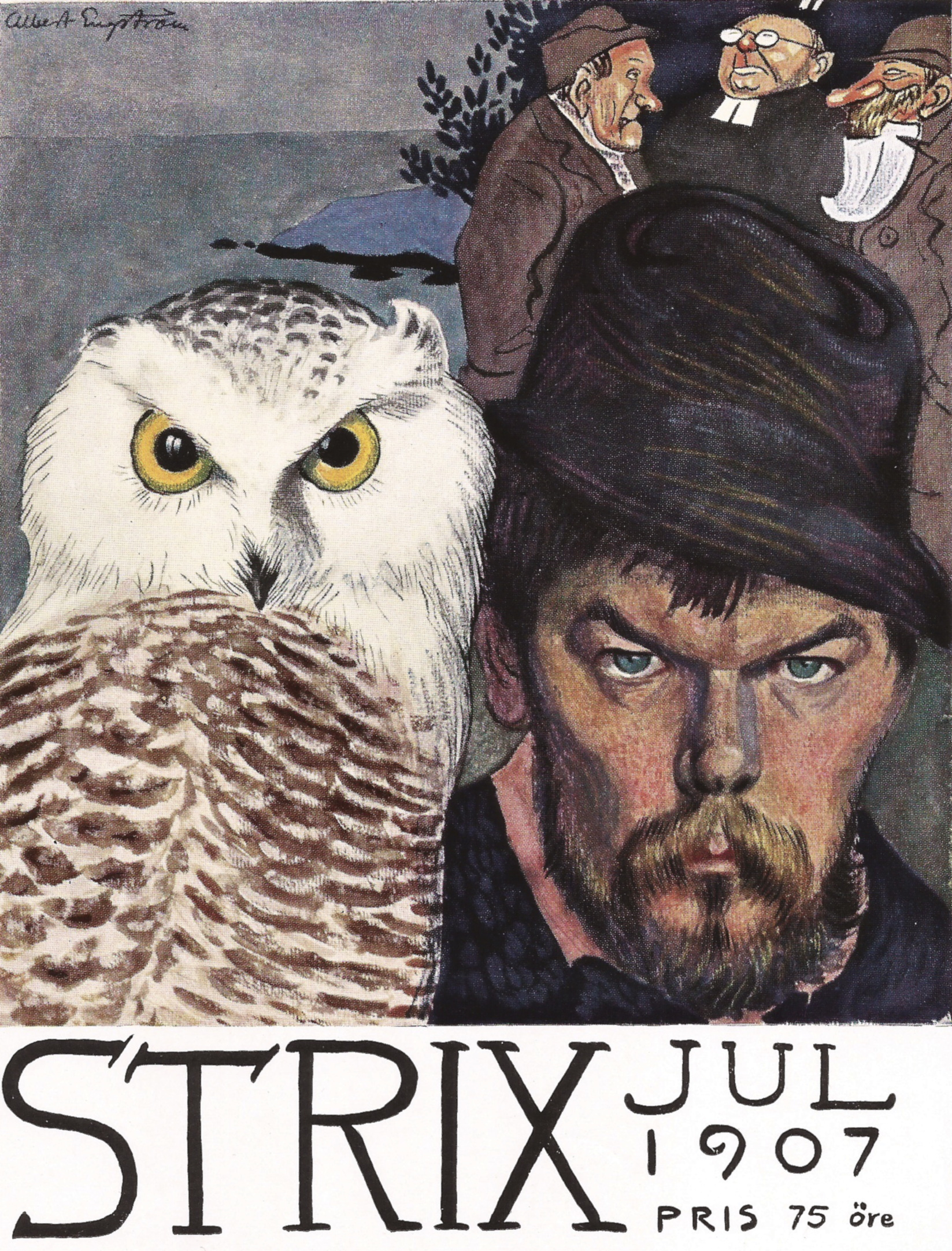
Självporträtt på omslaget till Strix 1907

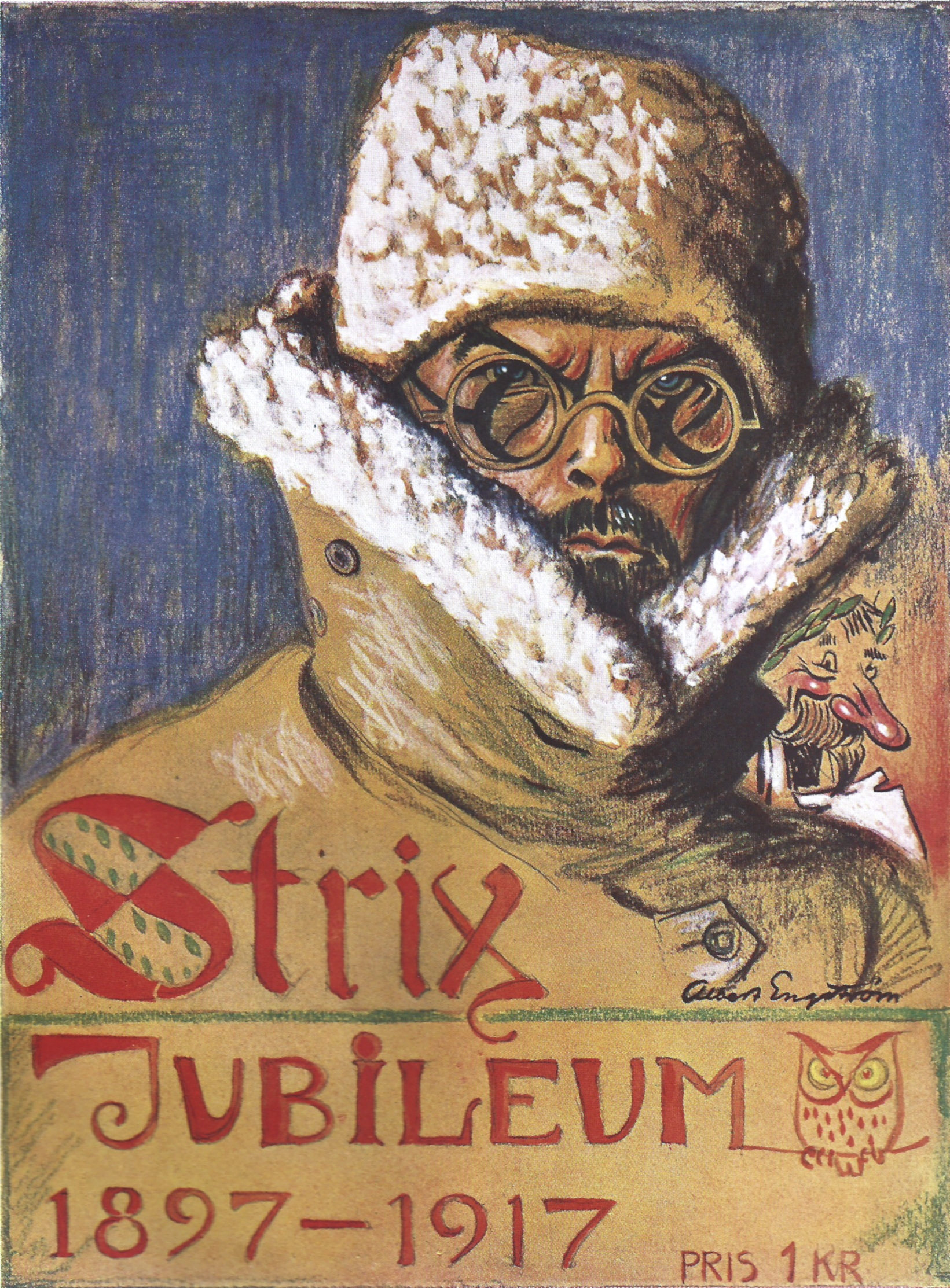
Självporträtt på omslaget av Strix 1917

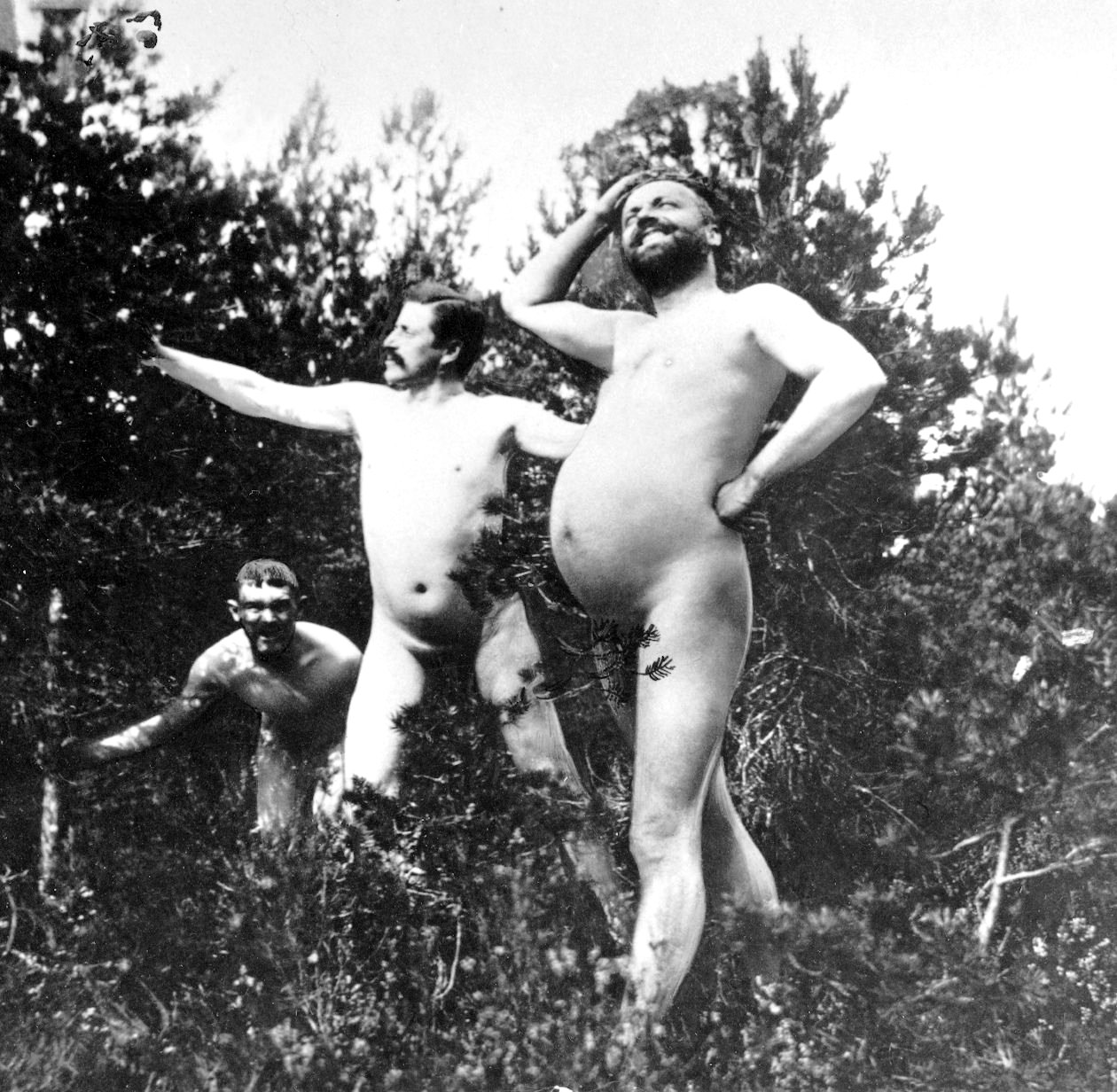
Glada friluftsdagar med nakenliv på Sandhamn. Heidenstam och Fröding poserar med Albert Engström i bakgrunden

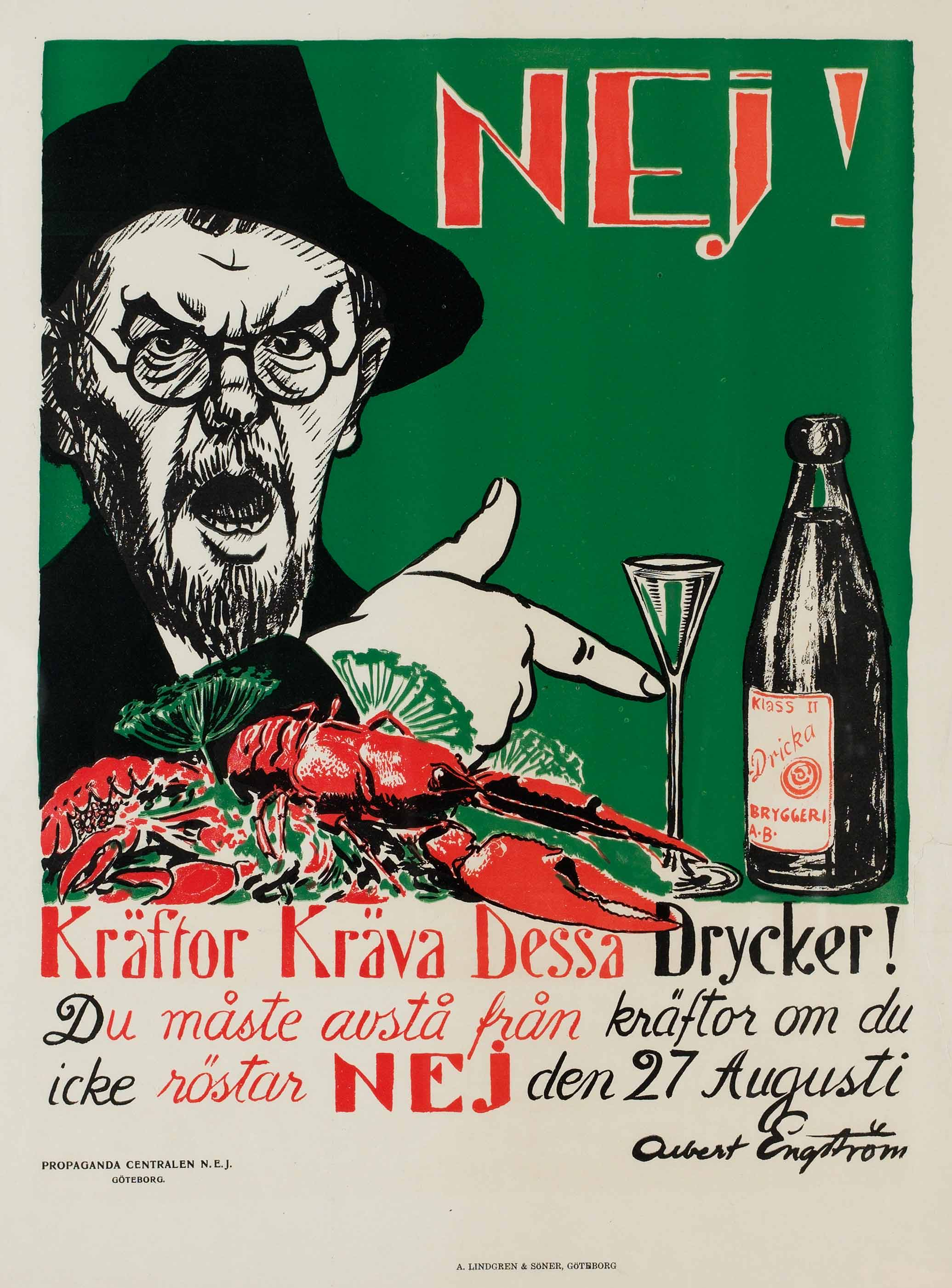
Kräftor Kräva Dessa Drycker!, nej-sidans mest kända valaffisch i samband med Folkomröstningen om rusdrycksförbud i Sverige 1922 är gjord av Albert Engström

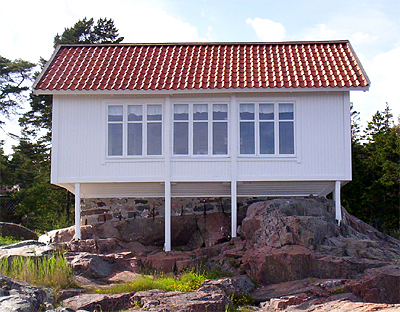
Albert Engströms ateljé i Grisslehamn

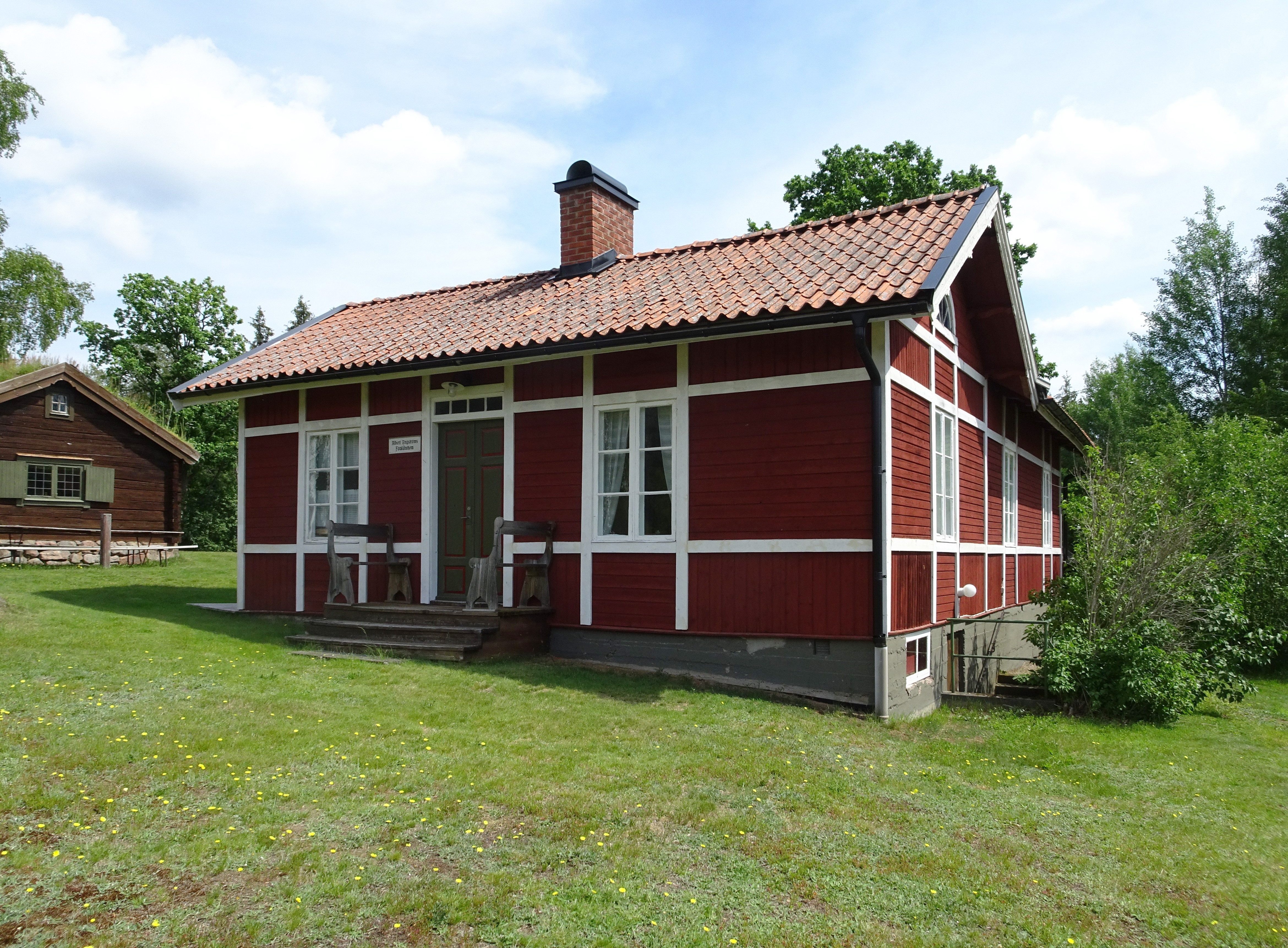
Albert Engströms föräldrahem på Albert Engströmsgården i Hult.

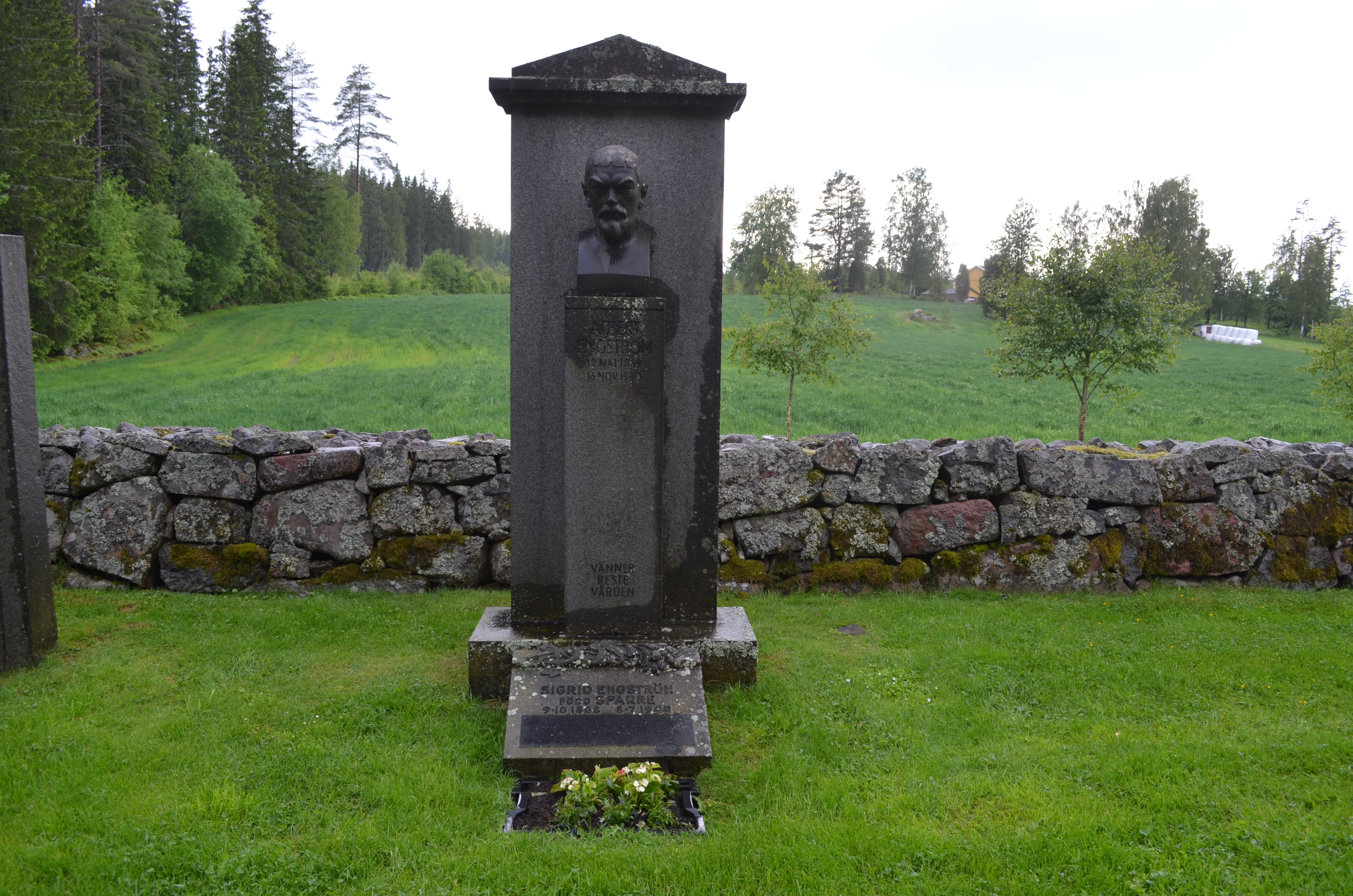
Albert Engströms grav på Hults kyrkogård vid Hults kyrka i Småland. Bysten skapad 1943 av skulptören Carl Fagerberg.

Albert Laurentius Johannes Engström, född 12 maj 1869 i Bäckefall i Lönneberga församling, Kalmar län, död 16 november 1940 på S:t Görans sjukhus i Stockholm (begravd i Hult), var en svensk tecknare, målare och författare.

## Biografi
Albert Engström föddes i Bäckefall i Lönneberga socken men redan 1873 flyttade familjen till Mariannelund och därifrån när han var nio år gammal flyttade familjen till Hult, ett litet stationssamhälle i närheten av Eksjö, där hans far blev stationsinspektor.
Albert Engström kom in i fjärde klassen på Norrköpings högre allmänna läroverk 1882, där han var sekreterare i den litterära elevföreningen Fosterländska förbundet. Han avlade studentexamen den 11 juni 1888, varefter han skrev vers och prosa i Eksjö-Tidningen och Smålands Allehanda. På hösten 1888 svarade han på en tidningsannons och fick plats som informator hos familjen Norström i Mullsjö. I september 1889 kom Engström till Uppsala för studier i latin och grekiska vid Uppsala universitet, och skrev då in sig i Östgöta nation. Under studietiden blev han god vän med Bruno Liljefors. Efter fyra terminer slutade han sina studier i Uppsala och reste på våren 1891 hem till Hult. Tiden i Uppsala ägnade han åt nationslivet, där han blev både klubbmästare och Rolighetsminister i Östgöta nation. Den 21 maj 1890 inkallades Engström till exercisen på Hultsfreds slätt i Södra Vedbo kompani vid Kalmar regemente, vilken varade till 14 juni. I mitten av mars 1892 började Engström som frielev hos Carl Larsson på Valands konstskola i Göteborg. Han stannade där fram till vårterminens slut den 6 maj 1893. År 1895 gick Engström på Konstakademins etsarskola och tog lektioner för professor Axel Tallberg. Samma år blev han även medlem i Publicistklubben i Stockholm.
I augusti 1893 återvände Engström till Göteborg, där han bodde i sin gamla bostad Ullstorp vid Örgrytevägen. Han påbörjade en beställning han fått på rekommendation av Carl Larsson, att för Ölhallen Weise måla en fris med grotesker, som skulle bli en meter hög och 40 meter lång. Redan 24 augusti kunde han meddela Carl Larsson, att han fullbordat målningen och fått 500 kronor i arvode.
Engström var även tecknare, och hans skämtteckningar med figurer som Kolingen och Bobban publicerades i tidningar som Söndags-Nisse och sedermera den egna tidningen Strix, och blev på detta vis mycket kända. Han gjorde många karikatyrer av dåtidens överheter – präster, borgare och officerare. Man kan där se ett tydligt släktskap med Döderhultarn. Som författare debuterade han 1905 med En bok. År 1925 blev han tillförordnad professor i teckning vid Konsthögskolan och fungerade där till år 1935. Han var engagerad i Folkomröstningen om rusdrycksförbud i Sverige 1922. Hans sympatier låg hos nej-sidan, ett engagemang som resulterade i affischen Kräftor kräva dessa drycker!. Engström inträdde i Svea Orden 1917 och stannade som broder resten av livet.
I samband med hans 60-årsdag öppnades en jubileumsutställning i Konstakademien med teckningar och akvareller. Med anledning av firandet gav han ut en berättelsesamling, "Vid en milstolpe".
Engström tillbringade under några år mycket tid på Gotska Sandön, och han har skrivit ett av de mest omfattande verken om ön. Han har även gjort många akvareller och teckningar från Roslagen, där han hade en ateljé på en klippa i Grisslehamn. På våren 1938 försämrades Engströms syn så starkt att han successivt tvingades sluta arbeta.
I samband med hundraårsdagen av Engströms födelse gav Postverket ut två frimärken med ett självporträtt av honom.
Engström var även syssling till Astrid Lindgrens far Samuel August Ericsson.

### Albert Engström-museer
- Albert Engström-samlingarna i Eksjö, som inår i Eksjö museums samlingar
- Albert Engström-museet, författar- och konstnärsmuseum som var hans hem, i Grisslehamn. Museet i Grisslehamn drivs av Albert Engström-sällskapet och ansvarar för Albert Engströms ateljé.

### Representerad
Engström är representerad vid bland annat Kalmar konstmuseum, Norrköpings konstmuseum, Nationalmuseum, Ateneum, Teckningsmuseet. 

### Familj
Engström var son till lantbrukaren Laurentius (Lars) Erhard Engström (född 1841 i Vånga, Östergötlands län, död 1926 i Hult, Jönköpings län) och Antigonia Margareta (Gonny) Lindner (född 1843 i Vena, Kalmar län, död 1924 i Hult). Fadern blev sedermera tjänsteman vid Tändsticksfabriken i Mariannelund och senare stationsinspektor vid Nässjö-Oskarshamns järnväg, först i Bohult och därefter i Hult från 1878 och fram till sin död. 
Albert Engströms syskon: Fredrik Laurentius född 1871 i Lönneberga, död 1962 i Stockholm, Antigonia Maria Hildegard, född 1873 i Hässleby, Jönköpings län, död 1959 i Stockholm, Signe Antigonia Eleonora, född 1879 i Hult, Jönköpings län, död 1922 i Falun, samt Torbjörn Lars Einar, född 1887 i Hult, död 1930 i Vetlanda. 
Albert Engström träffade Sigrid Sparre (1868-1944) i slutet av februari 1892, förlovade sig med henne samma år och de gifte sig 23 september 1894. Barn: Malin (1897–1967), Lisa (1901–1982) och Lars-Bruno (1910–1972). Malin var under åren 1916–1918 förlovad med Evert Taube.
Albert Engström begravdes söndagen den 24 november 1940 på Hults kyrkogård bredvid sina föräldrar. Jordfästningen förrättades av hans gamle vän, hovpredikanten Gustaf Malmberg, som bland annat sade: "I denna bygd har hans vagga stått. Nu kommer han åter från det skiftande livet för att gå till vila vid fars och mors sida. Ett människoliv är avslutat, rikt och sällsamt som en saga, underbarare än den, som spände sin skimrande himmel över den lille läsande gossen i stationshuset...".

Av sin bekant, målare Albert Edelfelt beskrevs Albert Engström till följande: 
En af de roligaste jag mött här är Albert Engström, karrikatyrtecknaren från Söndagsnisse. En glad Upsalastudent och filolog (Kan utmärkt bra hebreiska, grekiska och latin och bland andra språk också finska) och en hjertans qvick menniska. Han sjunger sina visor så urkomiskt att jag aldrig tror Jag skrattat så.

## Utmärkelser
Engström intogs 1901 i stockholmslogen Carl Michael av Samfundet SHT, där han fick namnet Strix. År 1908 utsågs han till ordensskald för sällskapet Pelarorden i Stockholms skärgård. Han invaldes i Konstakademien 1919 och var ledamot av Svenska Akademien från 1922, då han ersatte Oscar Montelius på stol nr 18. Han invaldes 1926 i Sällskapet FebruariGubbarna, stiftat 1852, ett sällskap med "kulturella intressen i angenäm och kamratlig samvaro".
Engström blev filosofie hedersdoktor i Uppsala 1927, tillsammans med Bruno Liljefors.
Asteroiden 7548 Engström är uppkallad efter honom.

## Albert Engström-sällskapet
Sällskapet bildades 1981 med syftet att sprida kunskap om Albert Engström och hans konstnärliga verksamhet, och att genom olika aktiviteter visa hans verk samt hålla hans författarskap och konstnärskap levande. I Grisslehamn förvaltar och bedriver sällskapet museiverksamhet vid Engströmgården och Ateljén. Sällskapet delar årligen ut Albert Engström-priset.
Sällskapet är ett av de största litterära sällskapen i Sverige med över 1700 medlemmar och har sitt säte i Grisslehamn, men har även en smålandssektion med säte i Eksjö.

## Galleri

Konstnärens fader, läsande tidning (1892)
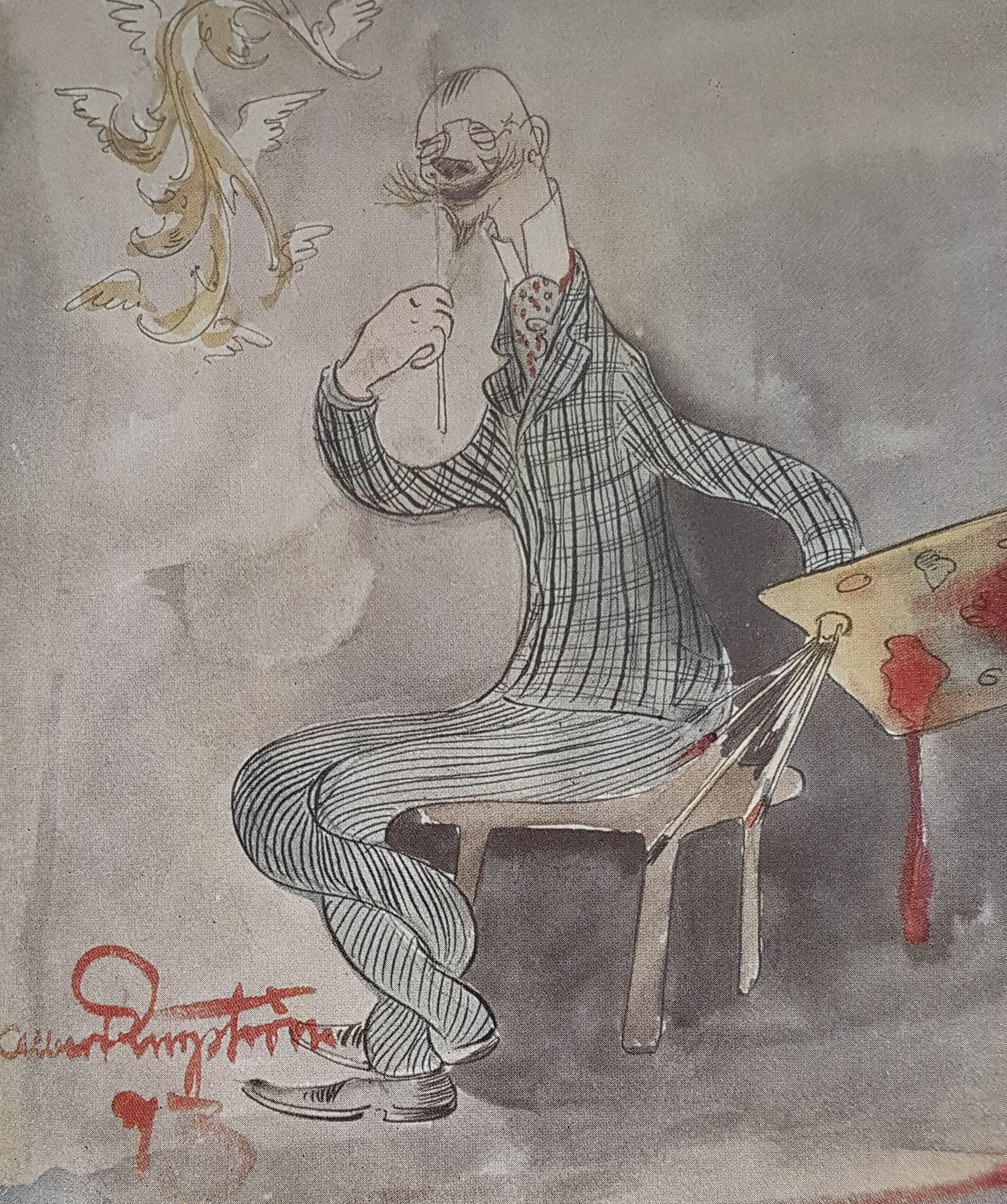
Carl Larsson (1893)
Kolingen, som ska på stor slägtmiddag (1902)
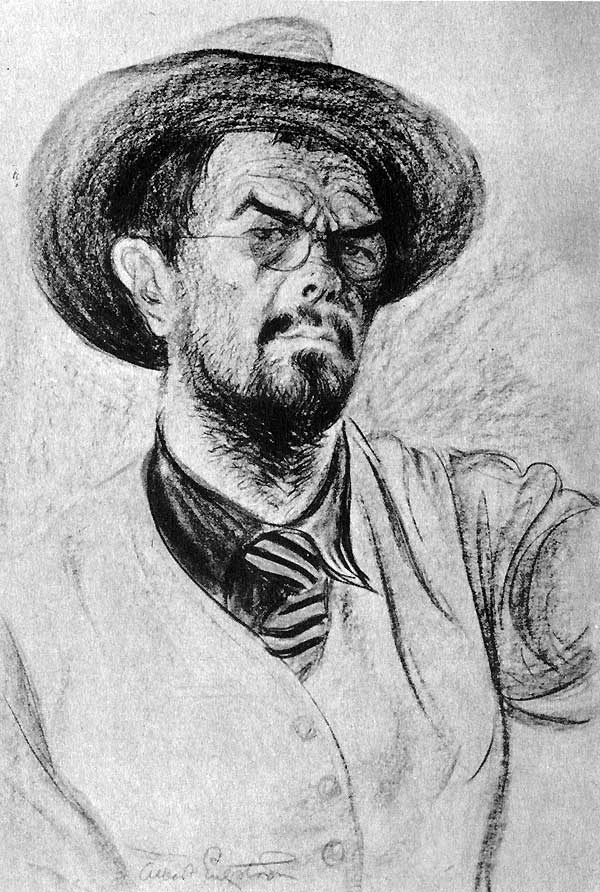
Självporträtt (1920)
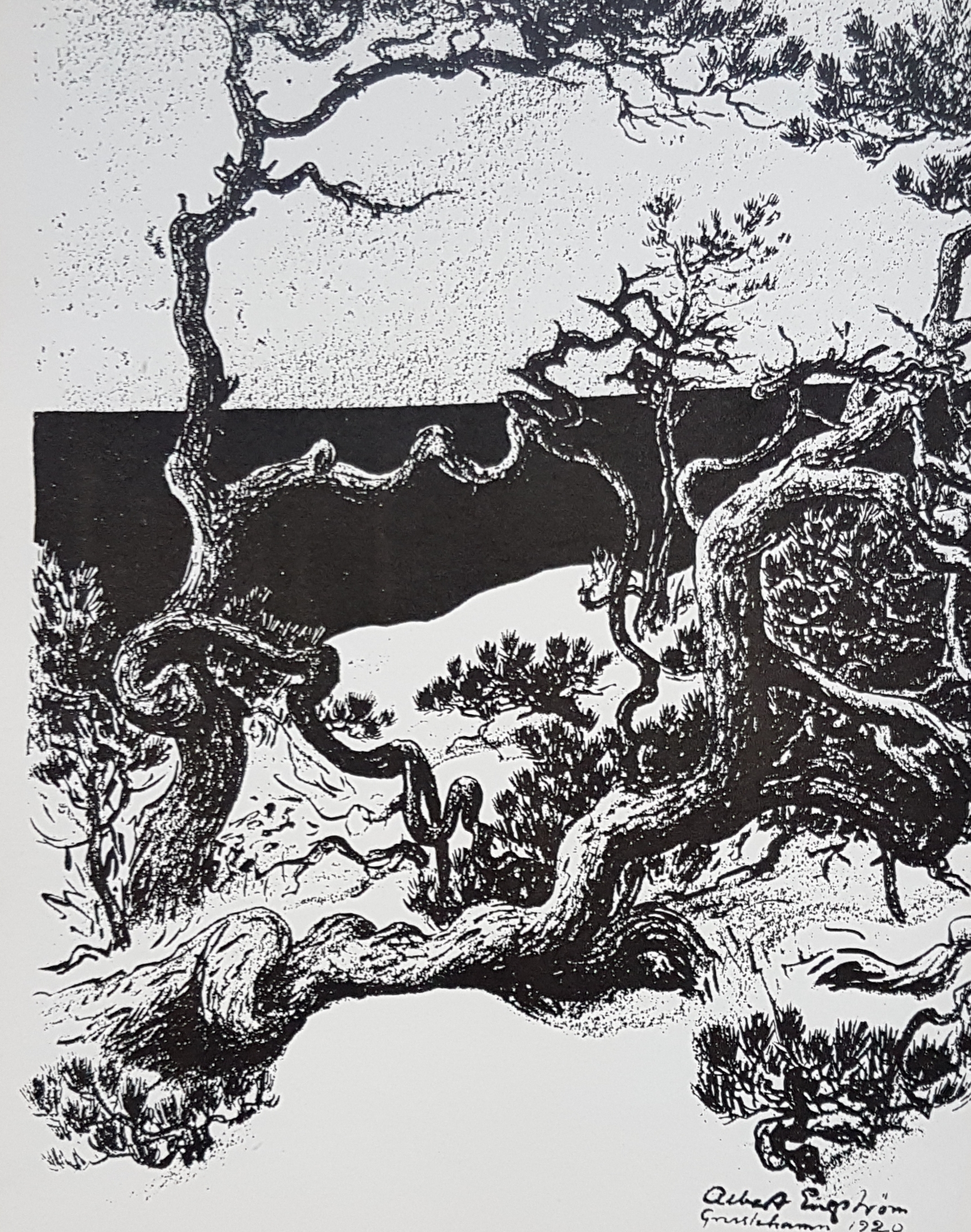
Tallar på Grisslehamn (1920)
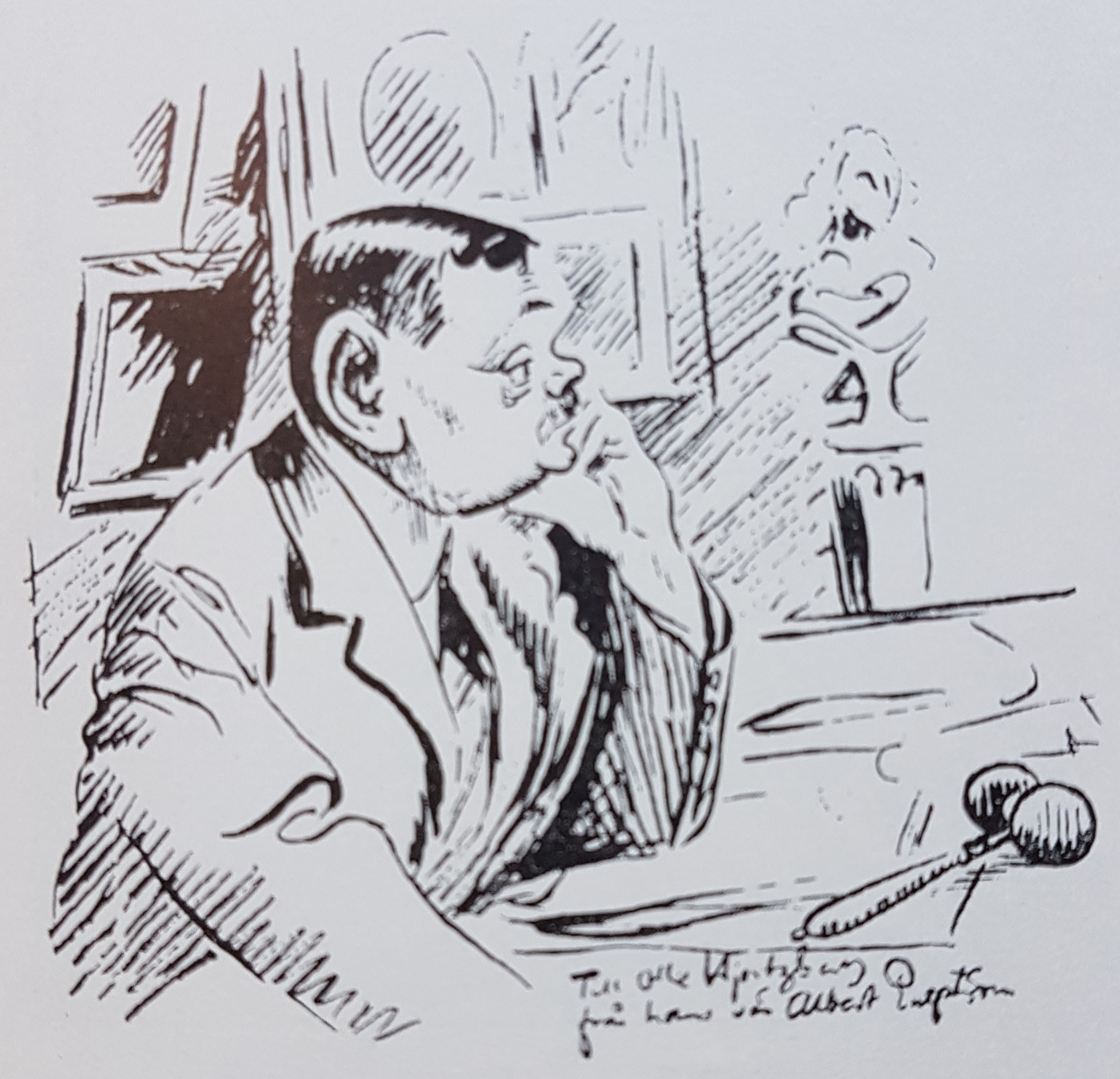
Olle Hjortzberg som akademidirektör (1920-talet)
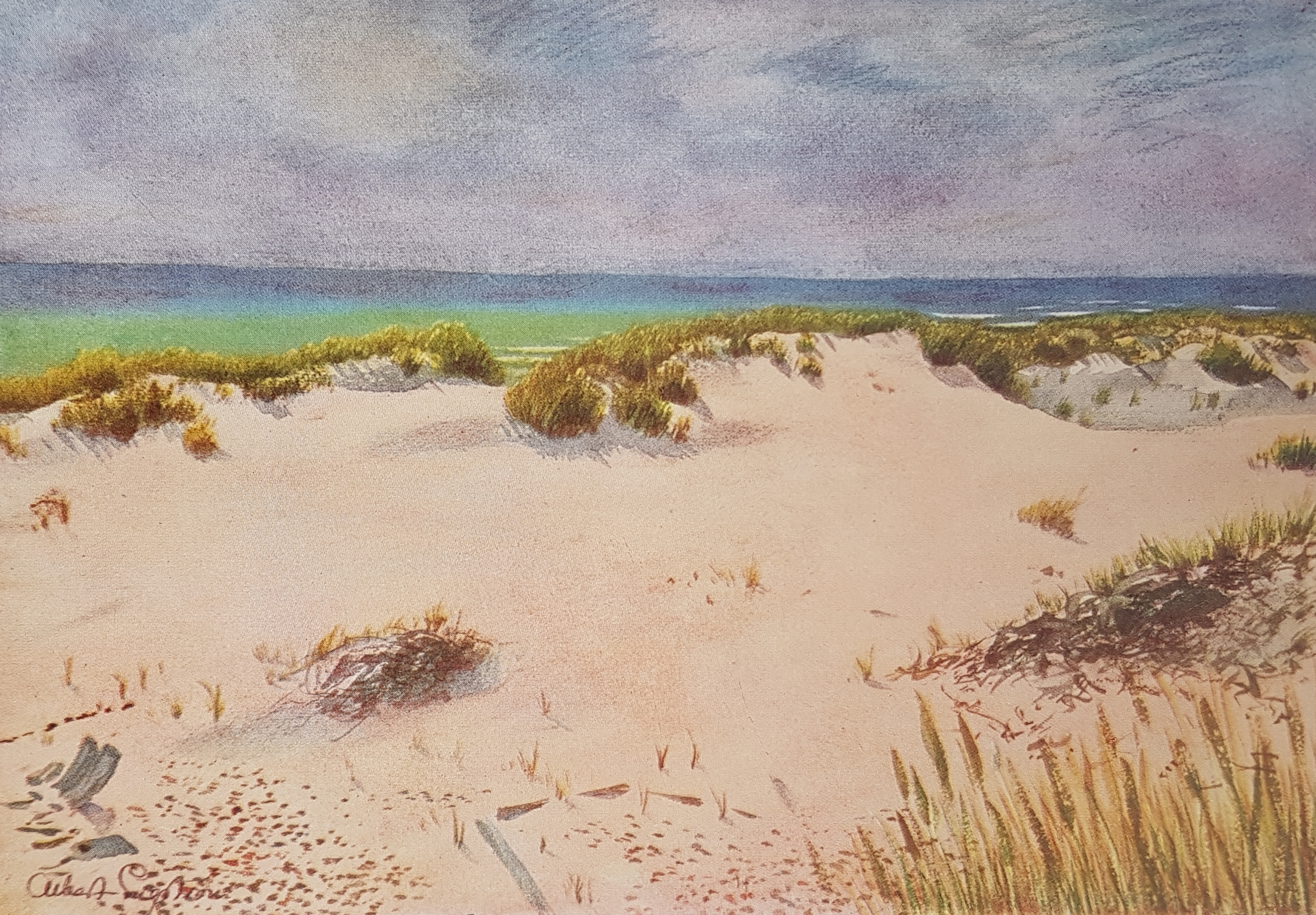
Dyninsida, Gotska sandön (1925)
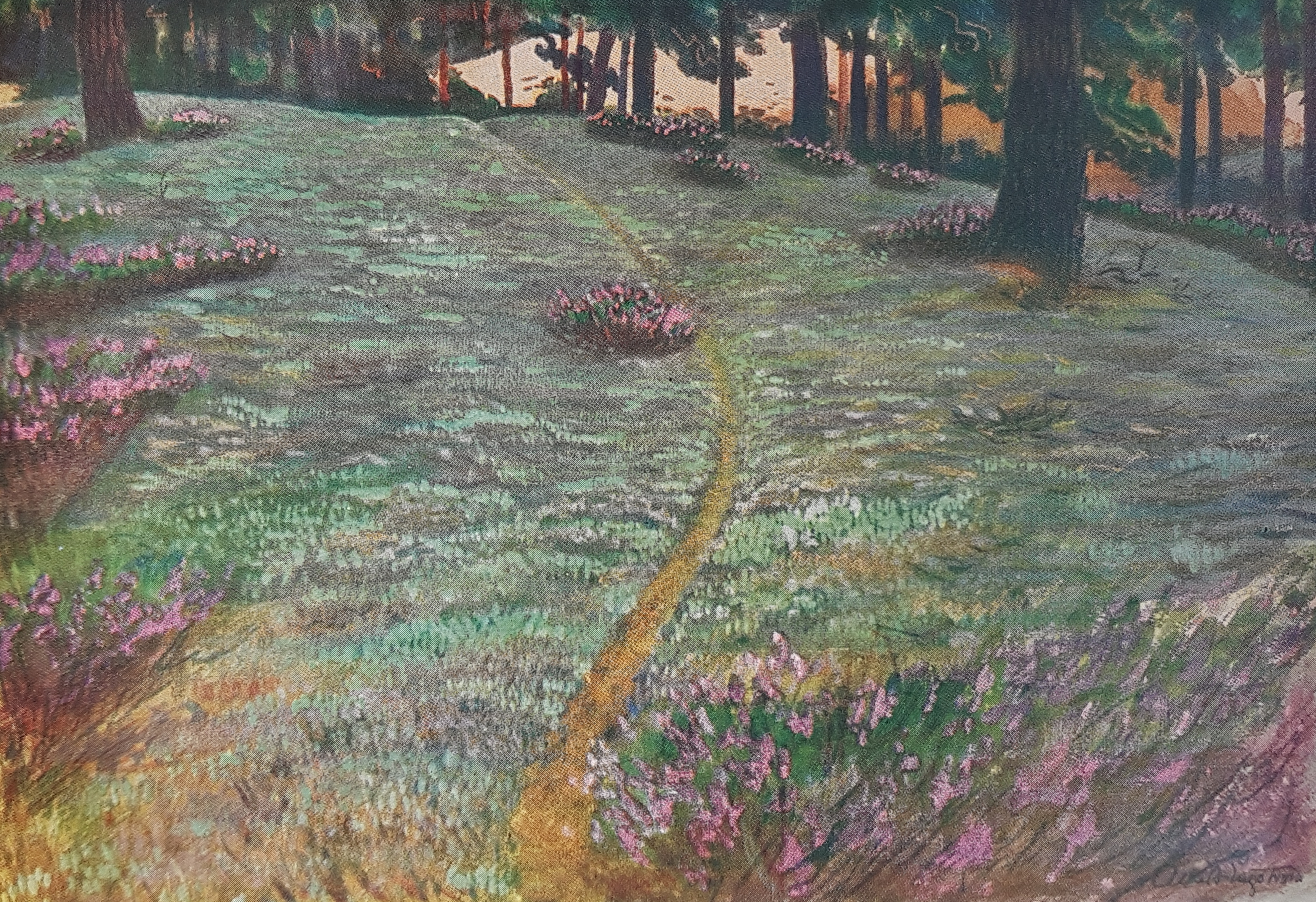
En harstig, Gotska sandön (1925)

### Postum utgivning
- Självdeklaration. 1944.
- Roslagsberättelser. 1942.
- Smålandsberättelser. 1942.
- Lukas Mosak, Albert Engströms första bok. Med ett förord av Ernst Malmberg.1944.
- Pyttans A-B och C-D-lära eller Antibarbarus diktad i augusti 1896 av farbror Acke, farbror Albert, farbror Verner… Med teckningar av Albert Engström. 1946.
- Siktat och sammalet. Redigerad av Helmer Lång. 1952.

### Skrifter
Skrifter (28 delar, 1939-1941; flera nya upplagor de följande åren)
- 1. Mitt liv och leverne
- 2. En bok
- 3. Äventyr och hugskott
- 4. En bok till
- 5. Min 5:e bok : berättelser och stämningar
- 6. Genom mina guldbågade glasögon
- 7. Kryss och landkänning
- 8. Bläck och saltvatten
- 9-10. Åt Häcklefjäll
- 11. Hemma och på luffen
- 12. Medan det jäser
- 13. Min 12:te bok
- 14. Hemspånad och taggtråd
- 15. Ränningehus
- 16. Adel, präster, smugglare, bönder
- 17. En konstig blandning
- 18. Moskoviter
- 19. Ur mina memoarer och annat
- 20. Med penna och tallpipa
- 21. Vid en milstolpe
- 22. Bouppteckning
- 23. Mot aftonglöden
- 24. Naket o. s. v.
- 25. Med Kaaparen till Afrika
- 26. Läsebok för svenska folket
- 27. Gotska Sandön
- 28. Anders Zorn (första upplagan 1928)

### Webbkällor
- Albert Engström Sällskapet